# Cesar Monmu
Cesar Monmu (文武天皇 Monmu-teno, 683–707) je 42. japonski cesar v skladu s tradicionalnim dednim nasledstvom. Monmu je vladal med leti 697 in 707.

## Tradicionalna zgodba
Pred vzponom na krizantemin prestol je bilo njegovo osebno ime (imina) Karu-šinno. Bil je vnuk cesarja Tenmuja in cesarice Džito, poleg tega pa še drugi sin princa Kusakabeta. Njegova mama je bila princesa Abe, hčerka cesarja Tendžija. Po Monmujevi zgodnji smrti zasede prestol kot cesarica Genmei.

### Dogodki tekom življenja cesarja Monmuja
Karu-šinno je bil star zgolj šest let, ko mu je umrl oče, kronski princ Kusakabe.
- 697: V 10. letu vladavine cesarice Džito (持統天皇十年) je le-ta abdicirala prestol in nasledstvo (senso) je pripadlo vnuku cesarja Tenmuja. Kmalu potem je zasedel prestol (sokuj) kot cesar Monmu.[7]

Monmu je vladal do svoje smrti leta 707, ko ga je nasledila njegova mati, cesarica Genmei. S Fudživara no Mijako (hčerko Fudživara no Fuhita) je imel sina, Obito no mika, ki kasneje postane cesar Šomu.
Cesar Monmu je vladal 10 let. Umrl je v starosti 25 let. Dejanski kraj cesarjevega groba je znan. Tradicionalno ga častijo v spominskem šintoističnem svetišču (misasagi) v Nari. Cesarska hiša je posvetila to lokacijo kot njen mavzolej. Uradno se imenuje Hinokuma no Ako no oka no e no misasagi.

### Kugjo
Kugjo (公卿) je skupni izraz za peščico najbolj močnih moških, delujočih na dvoru japonskega cesarja v času pred obdobjem Meidži.
Večino časa so to elitno skupino sestavljali samo trije ali štirje možje naenkrat. Njihovo družinsko ozadje in izkušnje so jih pripeljale do vrha družbe. V času vladavine cesarja Monmuja so vrh organa Dajdžo-kan sestavljaliː
- Daidžo-daidžin, Osakabe-šinno.
- Sadaidžin ("Minister na levi")
- Udaidžin ("Minister na desni")
- Naidaidžin ("Minister na sredini")
- [10]
- Dainagon, Fudživara Fuhito.[11]

## Obdobij Monmu je kraljeval
Konvencionalni sodobni strokovnjaki so določili, da vladavina cesarja Monmuja pade v več kot eno ime ere (nengo).
- obdobje Taiho (701-704)
- obdobje Keiun (704-708)

### Obdobje brez beleženjanengo
Zgodnja leta vladavine cesarja Monmuja strokovnjaki ne povezujejo z nobeno ero - nengojem. Novosti, ki so jih prinesle reforme Taika, med njimi tudi imenovanje obdobji nengo, so do vladavine cesarja Monmuja izginjale. Šele z letom 701 je razglasil novo obdobje - Taiho.
- Glejte obdobje Monmu (697-701).

V tem kontekstu nudi prevod Gukanšoja razlago o letih vladavine cesarice Džito, kar zmede občutek jasnosti v časovnem okviru pred obdobjem Taiho:
"Obdobji, ki padeta v to vladavin, sta: (1) preostalih sedem let Šučoja [(686+7=692?)]; in (2) obdobje Taika, ki je trajalo štiri leta [695-698]. (Prvo leto v tem obdobju je bilo kinoto-hicudži [695].) ... V tretjem letu obdobja Taiko [697] je cesarica Džito prepustila prestol kronskemu princu."

## Družice in otroci
Bunin: Fudživara no Mijako (藤原宮子) (um. 754), hčerka Fudživara no Fuhita
- Princ Obito (首皇子) (cesar Šomu) (701-756)

Hin: Ki no Kamado-no-iracume (紀竃門娘)
Hin: Išikava no Tone-no-iracume (石川刀子娘)
- Princ Hironari (広成皇子)
- Princ Hirojo (広世皇子)